# Willis Benson Machen
Willis Benson Machen (Caldwell megye, 1810. április 10. – Hopkinsville, 1893. szeptember 29.) az Amerikai Egyesült Államok szenátora (Kentucky, 1872–1873).